# 조지 시걸
조지 시걸(George Segal, 1934년 2월 13일 ~ 2021년 3월 23일)은 미국의 배우이다. 《누가 버지니아 울프를 두려워하랴》(1966)로 1967년 제39회 아카데미상과 제24회 골든글로브상의 남우조연상 후보에 동시에 올랐다. 골든 글로브상에 총 다섯 차례 후보 지명되었으며 《주말의 사랑》(1973)을 통해 1974년 제31회 뮤지컬·코미디 영화 부문 남우주연상을 받았다.

## 출연 작품

### 영화
- 바보들의 배 (1965)
- 누가 버지니아 울프를 두려워하랴 (1966)
- 비밀첩보원 퀼러 (1966)
- 로스트 코맨드 (1966)
- 발렌타인 데이의 대학살 (1967)
- 레마겐의 철교 (1969)
- 올빼미와 새끼 고양이 (1970, The Owl and the Pussycat)
- 핫 락 (1972)
- 주말의 사랑 (1973)
- 실험 인간 (1974)
- 캘리포니아 스플릿 (1974)
- 폭소 대소동 (1977)
- 마이키 이야기 (1989)
- 용사들을 위하여 (1991)
- 마이키 이야기 3 (1993)
- 조슈아 트리 (1993)
- 이별 파티 (1996)
- 로즈 앤 그레고리 (1996)
- 케이블 가이 (1996)
- 디제스터 (1996)
- 2012 (2009)
- 러브 & 드럭스 (2010)
- 가구야 공주 이야기 (2013) - 영어 더빙

### 텔레비전
- 저스트 슛 미 (1997-2003)
- 골드버그 패밀리 (2013-21)